# Tristan Thomas
Tristan Thomas (né le 23 mai 1986 à Brisbane) est un athlète australien, spécialiste du 400 m haies et, dans une moindre mesure, du 400 m.
Ses meilleures performances sont de 45 s 86 à Canberra le 20 janvier 2009 et de 48 s 68 à Osaka le 9 mai 2009, respectivement sur 400 et sur 400 m haies. À Berlin, il se qualifie pour la demi-finale du 400 m haies en 49 s 53.
À Londres, il se qualifie pour la demi-finale du 400 m haies en 49 s 13 le 3 août 2012.